# Нарбут Данило Георгійович
Дани́ло Гео́ргійович На́рбут (9 (22) січня 1916 — 2 березня 1998) — український художник театру, живописець. Син художника-графіка Георгія Нарбута, племінник Володимира Нарбута, брат Марини Нарбут (Березовської). Народний художник України (1994), лавреат Шевченківської премії (1996). Член УНА-УНСО.

## Біографія

### Ранні роки. Родина.
Данило Георгійович Нарбут народився 9 (22) січня 1916 року в родині художника-графіка Георгія Івановича Нарбута і Віри Павлівни Кир’янової. Рід Нарбутів - український шляхетний рід литовського походження. Коли Георгій Нарбут помер, Данилові було лише 4 роки. Серед вихователів-опікунів були художник-графік, що захоплювався етнографією, Антон Середа і особливо великий митець колорист Федір Кричевський. Від вчителів Данило взяв багато, і все ж обрав свій самобутній шлях театрального декоратора.

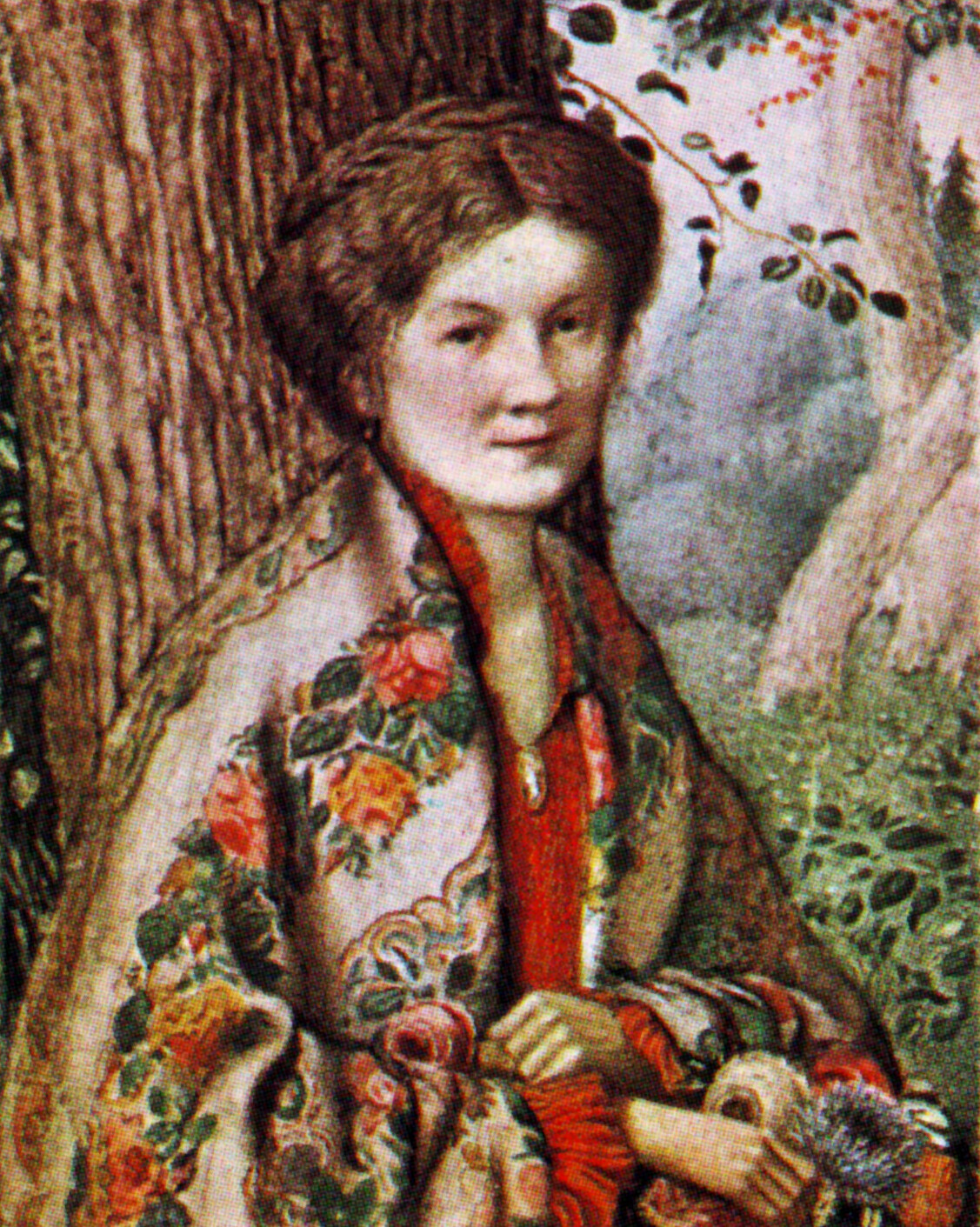
Портрет Віри Нарбут, матері художника

Після смерті батька родина переїхала до Києва, де в 1923 році Данило поступив в 1-у трудову школу ім. Т.Г. Шевченка. Під час навчання в початкових класах займався малюванням у  приватній студії художника Юхима Михайлова та у професора В.Г. Кричевського. З 4 класу займався в дитячій студії при Київському художньому інституті.

### Юність. Репресії. Війни
У 1931 році після закінчення школи Данило Нарбут поступив в Київський оперний театр, де став учнем  Олександра Хвостенко-Хвостова, С.Евенбаха та В.Ленерта. 
З 1932 по 1933 рік працював декоратором в майстерні Київського оперного театру..
По власному зізнанню, з 1929 року став націоналістом. Це сталося після того, як НКВД заарештувало Марію Тобілевич - доньку Івана Карпенка-Карого і шкільну вчительку Д.Нарбута.
1933 року театр направив Нарбута у Ленінград на 3-річні курси театральних художників при Всеросійській Академії мистецтв. В цей час працював в Оперному театрі Ленінграда.
Від 1935 року повернувся до Києва, працював у Київському театрі музичної комедії, також у театрі опери та балету брав участь разом з художником Евенбахом у оформленні декорацій до спектаклю "Наталка Полтавка".
1936 року - репресований "за недоносительство". 
Після 2 років ув'язнення на Біломорканалі та звільнення працював у театрах російських міст Єйська (там жила сестра матері Данила Григоровича Ольга) та Златоуста.
У 1939 році пішов добровольцем на Фінський фронт, тільки це дало йому можливість повернутися до України. 
Після повернення до Києва працював в Республіканському театральному музеї, пізніше - головним художником в театрі ім. Т.Г. Шевченка м.Житомир. 
1 березня 1941 року одружується з Галиною Приходько. 
У червні 1941 року з початком війни  був мобілізований  в 821 полк командиром відділення розвідки. В жовтні 1941 року опинився в оточенні і попав у полон.
Під час німецької окупації працював у театрах Києва, Ковеля, Коломиї. Оформив вистави (1942–44): «Блакитна троянда» Лесі Українки, «Казка старого млина» Спиридона Черкасенка, «Директива з центру» С. Ледянського та інші. Після закриття українського театру в Києві німцями деякий час переховувався в с.Сулимівка у родичів дружини. З села виїхав з акторською бригадою до Ковеля,як актор.  
У Ковелі познайомився з дружиною ідеолога українського націоналізму Донцова. Був сотником УПА з позивним Голуб.
Для радянської влади у своїй автобіографії 1969 року зазначав, що переховувався від німецької влади, щоб не бути засланим в Німеччину на примусову працю. Однак у 1944 році заарештований і відправлений до трудового табору, потім до концтабору “Штрасгоф”.  5 травня 1945 року був звільнений частинами РА, працював при штабі 302 табору по репатріації.

### Період після II світової
У повоєнні роки оформляв вистави у театрах України - у містах Чернівці, Ворошиловград, від 1961 року — головний художник Івано-Франківського українського музично-драматичного театру.
У 1965 році став головним художником Черкаського українського музично-драматичного театру ім.Т.Г.Шевченка.
У 1996–97 роках у багатьох областях України пройшли виставки його робіт. На суд глядачів були виставлені картини із серій: «На Черкаському базарі» та «Мої друзі, мої вчителі».
Д. Г. Нарбут завжди брав активну участь у культурному і громадському житті Черкас. Збирав українську кераміку, різбляні вироби,вишивку, писанки. Створив багато ескізів народного одягу. 
Помер 3 березня 1998 року в 82-річному віці.

## Творчий доробок

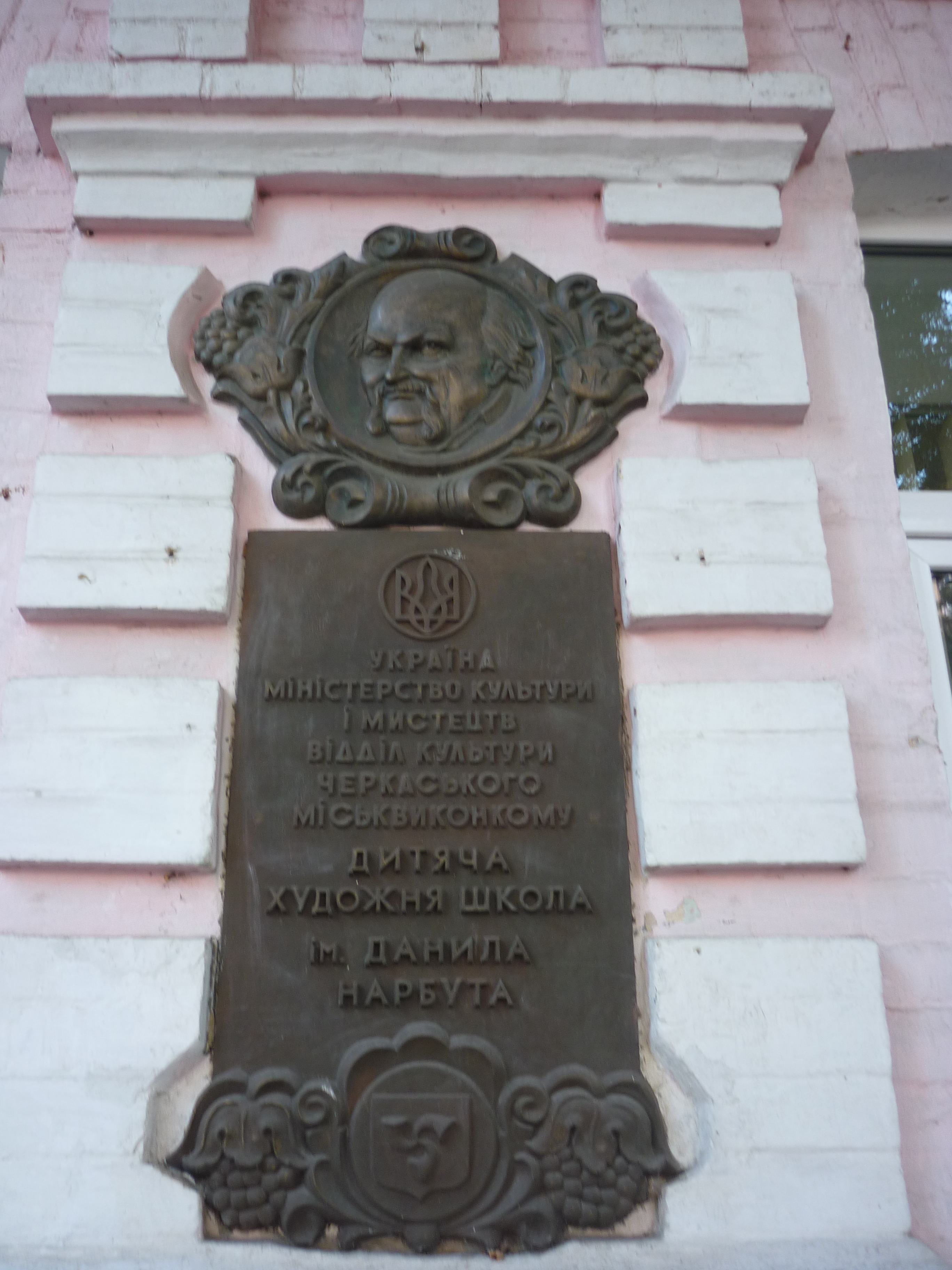
Пам'ятна дошка на фасаді Черкаської художньої школи, названої на честь Данила Нарбута

Пам'ятна дошка на фасаді будинку №32 по вул. Б. Вишнивецького у м. Черкаси, де мешкав Данило Нарбут

В основі творчості Данила Нарбута — переважно етнографічні мотиви й українські історичні сюжети. Шевченківську премію художник отримав за портретні серії «Сподвижники Б. Хмельницького», «Гетьмани України», а також за філософсько-історичне полотно «Страшний суд», чуттєві й високохудожні картини «Вибори кошового» та «Покрова Богородиці». 
У творчості  звертався до образів простих людей, портрети "Баба Люська", "Дід Корній" та ін., народних обрядів "Коляда", "Щедрий вечір", історичних пейзажів давнього Києва - "Торговисько біля Софіївських воріт», «Десятинна церква», «Диво-Софія Київська»
Створив серію робіт "Козак Мамай"
Серія робіт "Черкаський базар" - 1987 р
Живопис із серії «Гетьмани України» (1992–95) в стилі парсунного живопису XVI-XVIII ст. : Дмитро Вишневецький (Байда), Кшиштоф Косинський, Петро Сагайдачний, Богдан Хмельницький, Іван Мазепа, Пилип Орлик, Петро Калнишевський.
Картини: «Вибори кошового» (1993), «Страшний суд» (1994), «Покрова Богородиці» (1995).
Серія з 30 робіт серію «Моє життя, мої друзі, мої учителі» -1996 р., "Квіти України".
У 1990 році Данило Георгійович отримав звання «Заслужений художник України», 
Народний художник України — 1994 рік, лавреат Шевченківської премії 1996 року.
Остання робота художника - ікона «Всі святі України» залишилось незакінченою.

#### Роботи в театрі
Більшу частину свого життя працював театральним художником. Серед вистав, оформлених Данилом Нарбутом:
в Івано-Франківську:
- «У неділю рано зілля копала» Ольги Кобилянської (1963);
- «Маруся Богуславка» Михайла Старицього (1964);
- «Правда і кривда» Михайла Стельмаха (1965);

в Черкасах:
- «Ярослав Мудрий» Івана Кочерги (1960);
- «Пізня любов» Олександра Островського (1965);
- «Сорочинський ярмарок» за Миколою Гоголем (1968);
- «Ніч під Івана Купала» (1970).

## Вшанування пам'яті
У 1998 році Нарбут Данило Георгійович посмертно нагороджений пам'ятним знаком «За заслуги перед містом Черкаси» I ступеня «за неоціненний вклад митця у відродження духовності України, визнаний авторитет в сценічно-декоративному мистецтві, вагому культурну спадщину видатного майстра пензля для нащадків багатьох поколінь Черкащини, який був взірцем патріотичного ставлення до рідного міста», ставши при цьому почесним громадянином цього міста.
На будинку, в якому жив Д.Нарбут та школі, яка носить його ім'я, відкрито меморіальні дошки.
У Черкаському художньому музеї створено «Нарбутову світлицю», яка не лише знайомить зі зразками творчості митця, а й знайомить з його життєписом. У Черкаському обласному краєзнавчому музеї, на 4 поверсі, виставлено роботи Нарбута з серій «Черкаський базар», «Гетьмани України» та «Квіти України». 2009 року був створений альбом репродукцій Данила Нарбута, виданого за сприяння Черкаської облдержадміністрації. 
20 серпня 2012 року в приміщенні Черкаського художнього музею відкрито меморіальний музей Данила Нарбута.
У 2021 році Черкаське Обласне управління Культури та культурної спадщини разом з КЗ ОУНБ ім.Т.Шевченка підготували бібліографічний покажчик "Народний художник України Данило Нарбут".

## Цікавий факт
У 1938 році під час роботи в Ейську підмайстром художника був Сергій Бондарчук, майбутній кінорежисер.